# Chapelle de Montégoutte
La chapelle de Montégoutte (ou Monthégoutte) est une chapelle des Vosges, en région Grand Est et située à une altitude de 635 m entre Mandray et Saint-Léonard, dans les environs de Saint-Dié-des-Vosges.

## Localisation
La chapelle est située au sud-est de Saint-Léonard et est accessible par différents chemins. En prenant la rue de Clairegoutte à Fraize depuis la D415 et en passant par La Beurée, on s'en approche en voiture jusqu'à environ 300 mètres, ensuite un sentier balisé y conduit ; étant donné qu'elle est entre 2 chemins.

## Histoire
Elle fut édifiée en 1828 par Jean-Baptiste Grandhomme.
L'année suivante, le sous-inspecteur des forêts de Fraize donne l'ordre de démolir la chapelle construite sans autorisation puis d'y planter des sapins, une pétition fut signée et l'acte n'a pas été fait.
La fontaine devant la chapelle était réputée pour soigner les maladies des yeux. On y venait en pèlerinage le jour de l'Ascension.

## Légende
Une légende dit qu'un des bûcherons qui habitaient les villages en bas de la montagne, en sciant un sapin qu'il avait abattu, trouva dans le cœur même de l'arbre une statue de la Sainte Vierge. Le bûcheron se l'approprie, l'emporte précieusement et la pose dans son poêle à une place d'honneur.
Le matin, l'idole avait disparu et sa femme et ses deux filles étaient devenues aveugles. Le bûcheron eut le pressentiment qu'il avait été aveuglé par l'égoïsme en voulant pour lui seul le trésor et qu'il expiait cet égoïsme par l'aveuglement de sa femme et de ses filles.
Il décida donc de retourner à la chapelle où il avait trouvé la Vierge. L'image était debout près de l'arbre abattu et une source ignorée jusqu'alors, jaillissait claire et ample.
De retour, le bûcheron guida ensuite vers le bois sa femme et ses deux filles, devant la statue, près de la source et demandent la guérison de cette subite et douloureuse cécité. Tous les quatre s'agenouillent près de la source et les trois aveugles se lavent les yeux dans l'eau de celle-ci et elles purent voir à nouveau.
L'extraordinaire s'est répandu dans la population. Enfin, le bûcheron éleva lui-même la chapelle pour y déposer l'image de la Sainte Vierge, signe qu'elle ne peut être qu'au centre de cet arbre.